# NSDAP-Auslandsorganisation in Irland
Die NSDAP-Auslandsorganisation in Irland bestand aus einer Ortsgruppe der NSDAP in Dublin. Parteiintern unterstand sie dem Länderamt VIII der NSDAP-Auslandsorganisation.

## Organisation
Die Gründung einer Zelle der NSDAP für Irland erfolgte am 12. Mai 1934 auf Anregung des Landesgruppenleiters für Großbritannien Otto Bene, zunächst als Teil der Ortsgruppe London. Die Zelle wurde bald zur eigenen Ortsgruppe aufgewertet, da der irische Staatssekretär für Außenbeziehungen, Joseph Walshe, forderte, dies sei dem Saorstát Éireann als unabhängigem Staat angemessen.
Zum ersten Vorsitzenden wurde der Colonel der irischen Militärmusik Fritz Brase (1865–1940) gewählt, der jedoch wegen seiner dienstlichen Stellung die Position nicht behielt. Stattdessen wurde, bis er Irland im Juli 1939 verließ, der Direktor des Irischen Nationalmuseums und Adolf Mahr Vorsitzender, der später in der Rundfunkpropagandaabteilung des Auswärtigen Amtes Karriere machte. Der Diplom-Ingenieur und Direktor von Siemens-Schuckert, Oswald Müller-Dubrow, war Kassenwart. Als Ableger wurde am 17. November 1934 eine „Deutsche Vereinigung“ gegründet, die alle Deutschen in Irland erfassen wollte. Es traten etwa 240 Personen bei. Der Nachfolger Mahrs wurde der Chefberater des Turf Development Board, Heinz Mecking.
Am 20. Mai 1935 hatte die Ortsgruppe 31 Mitglieder. Die Zahl der Deutschen in Irland, die 1935 343 betragen hatte, wovon 182 Reichsdeutsche und 161 Volksdeutsche gewesen waren, nahm bis Kriegsbeginn ab. Der deutsche Gesandte Eduard Hempel trat der Partei 1938 bei. 1939 waren knapp 200 Deutsche in den 26 Counties ansässig, darunter 54 vormalige Österreicher.
Die Gruppe hielt regelmäßige öffentliche Treffen ab und wurde häufig in der Gesandtschaft empfangen, die von 1934 bis 1936 durch den Gesandten Wilhelm von Kuhlmann geleitet wurde. Die Parteimitglieder wurden in zunehmendem Maße vom irischen Militärgeheimdienst G2 überwacht.